# Chioneosoma
Chioneosoma — род жуков из подсемейства хрущей (Melolonthinae) семейства пластинчатоусых (Scarabaeidae).

## Описание
К роду относятся жуки длиной 13—37 мм, с удлиненным, выпуклым телом, обычно покрытым белым или серым налетом, порой целиком скрывающим основной фон. Усики 10-членпковые, с 3 члениковой булавой, которая у самцов бывает довольно крупной. Переднеспинка поперечная, у некоторых видов бывает покрыта довольно длинными, более или менее густыми волосками (например, у Chioneosoma gorilla). кии острый зубец. Пигидий более или менее выпуклый, покрыт короткими или длинными волосками, у некоторых видов — без волосков. Грудь покрыта густыми длинными светло окрашенными волосками. Голени задних ног сильно расширены. Передние голени снаружи с 3 зубцами. Лапки тонкие, их длина значительно превосходит длину голеней.

## Ареал
Среднеазиатский род, ареал которого охватывает всю Среднюю Азию (за исключением северо-восточного Казахстана), восточную часть степной зоны Европейской части стран бывшего СССР (включая восточное Предкавказье и восточное Закавказье), Восточный Туркестан и южную часть пустыни Гоби.

## Биология
Большинство видов обитает на песчаных почвах, и распространены по песчаным барханам пустынь, пескам речных террас. Отдельные виды обитают на более плотных лёссовых почвах и прибрежных солончаках. Жуки встречаются с ранней весны до лета. У некоторых видов период лёта сильно растянут. Жуки днём скрываются в почве, выходя на поверхность лишь в сумерках и ночью. Летают преимущественно только самцы. Взрослые насекомые не питаются и живут за счет запасов питательных веществ, накопленных на стадии личинки. Сами же личинки обитают в почве и питаются корнями растений. Продолжительность генерации у большинства видов трёхлетняя.

## Список видов
- Chioneosoma aralense
- Chioneosoma arnoldii
- Chioneosoma astrachanicus
- Chioneosoma badeni
- Chioneosoma bucharicum
- Chioneosoma candidum
- Chioneosoma corporaali
- Chioneosoma demetrii
- Chioneosoma farinosum
- Chioneosoma glasunovi
- Chioneosoma gorilla
- Chioneosoma hispidum
- Chioneosoma jakovlevi
- Chioneosoma kazakorum
- Chioneosoma kizilkumense
- Chioneosoma kokujewi
- Chioneosoma komarovi
- Chioneosoma lopatini
- Chioneosoma molare
- Chioneosoma mucidum
- Chioneosoma niveum
- Chioneosoma nix
- Chioneosoma obenbergeri
- Chioneosoma parfentjevi
- Chioneosoma peetzi
- Chioneosoma porosum
- Chioneosoma pulvereum
- Chioneosoma reitteri
- Chioneosoma rimskii
- Chioneosoma rostovtzovi
- Chioneosoma senex
- Chioneosoma sequenzi
- Chioneosoma shestoperovi
- Chioneosoma subporosum
- Chioneosoma tedshenense
- Chioneosoma tschitscherini
- Chioneosoma turkomanum
- Chioneosoma vulpinum